# هوندا سی‌بی۶۰۰اف
هوندا سی‌بی۶۰۰اف (به انگلیسی: Honda CB600F) (معروف به هوندا هورنت در اروپا و برزیل و هوندا ۵۹۹ در ایالات متحده) یک موتورسیکلت خیابانی که توسط کمپانی هوندا ساخته شده است. این موتور از یک موتور چهار خطی با مایع خنک‌شونده ۵۹۹ سی‌سی (۳۶٫۶ مکعب اینچ) استفاده می‌کند که در اصل نسخه‌ای از موتور سیکلت اسپرت هوندا سی‌بی‌آر ۶۰۰ بود که در حال حاضر حدود ۱۰۲ اسب بخار (۷۶ کیلووات) قدرت تولید می‌کند. نام «هورنت» در آمریکای شمالی به عنوان ای‌ام‌اس انتخاب نشد و جانشین آن، کرایسلر، این نام را با ای‌ام‌سی هورنت علامت گذاری کرد.
هوندا سی‌بی۶۰۰اف هورنت در سال ۱۹۹۸ برای اروپا معرفی شد. این موتور بر اساس هوندا سی‌بی۲۵۰اف بود که به دلیل قوانین محلی در بازار داخلی خود (ژاپن) به ۲۵۰ سی‌سی (۱۵ مکعب مکعب) محدود شده بود (این موتورسیکلت فقط در ژاپن از سال ۱۹۹۶ یا ۱۹۹۷ عرضه شد). این موتورسیکلت دارای گیربکس شش سرعته است.

## نگارخانه
|